# Ygor Coelho
Ygor Coelho de Oliveira (Rio de Janeiro, 24 de novembro de 1996) é um atleta brasileiro de badminton e foi o primeiro atleta do país a disputar a modalidade em edições Olímpicas (Rio 2016 e Tokyo 2020). Foi campeão Pan-Americano em Lima 2019 e em março de 2018 alcançou a posição 30° do mundo, se tornando o primeiro brasileiro a figurar no top 30 do ranking mundial da Federação Mundial de Badminton (BWF - Ranking).
Como atleta Junior, Ygor Coelho foi Hexacampeão Pan-Americano, participou das Olimpíadas da Juventude em Nanjing (China - 2014) e atingiu em Janeiro de 2017 a 17° posição no ranking mundial Jr. (BWF - Ranking Jr.).

## Trajetória Esportiva
Nascido e criado na comunidade da Chacrinha, zona oeste do Rio de Janeiro, Ygor Coelho começou a jogar badminton com 3 anos de idade no quintal de casa. Tudo isso graças à Associação Miratus de Badminton, projeto social montado por Sebastião Dias de Oliveira, pai do atleta.
Desde muito jovem começou a colecionar títulos. Do Campeonato Pan-Americano Júnior, ele foi campeão 12 vezes. Em 2014, conseguiu a vaga para disputar os Jogos Olímpicos da Juventude. O feito fez ele acreditar que poderia jogar a Olimpíada do Rio de Janeiro. Ygor foi atrás e conseguiu, junto a Lohaynny Vicente, foram os primeiros representantes do badminton brasileiro a participar dos Jogos Olímpicos de 2016, no Rio. Depois dos Jogos Olímpicos de 2016, a carreira dele decolou. 
Passou quase dois anos morando na França e treinando com a seleção do país. O intercâmbio fez o jogo do brasileiro evoluir e crescer no ranking mundial. Do 72º lugar em 2016, ele chegou ao top n° 30 em março de 2018. A partir do segundo semestre de 2018, Ygor Coelho trocou a França pela Dinamarca. Além dos torneios válidos pelo circuito mundial, começou disputar a liga local, considerada uma das mais fortes do mundo. Jogando lá, o brasileiro desenvolva ainda mais seu jogo e se aproxime cada vez mais do nível dos principais jogadores do mundo. O domínio e forma com a qual ele ganhou os dois campeonatos o transformaram no grande favorito ao lugar mais alto do pódio nos Jogos Pan-Americanos de 2019  realizados em Lima, onde Ygor obteve seu maior título, ganhando a medalha de ouro.  Foi o primeiro ouro do país no esporte em Jogos Pan-Americanos. 
Ygor obteve a medalha de prata na Copa Pan-Americana de badminton na disputa por equipes masculinas nas edições de Acapulco 2022 e São Paulo 2024. 
No Campeonato Pan-Americano de Badminton por equipes mistas, ele obteve a prata em Campinas 2016 ,em Santo Domingo 2017  e o bronze em Guadalajara 2023. 
No Campeonato Pan-Americano de Badminton, em simples, foi bicampeão nas edições de Havana 2017 e Guatemala 2018, e obteve o bronze nas edições de San Salvador 2022, Kingston 2023 e Guatemala 2024. 
No Campeonato Mundial de Badminton, o melhor resultado de Ygor foi obtido em Nanjing 2018, quando ele derrotou o indiano Kumar HS Prannoy, 11º cabeça de chave do torneio e ex-top 10 do mundo, chegando assim às Oitavas-de-final, o melhor resultado da história do Brasil em Mundiais de badminton.
Nos Jogos Olímpicos de 2020, Ygor conseguiu vencer um jogo na fase de grupos, mas não conseguiu se classificar para as oitavas de final. Foi, porém, o primeiro brasileiro a vencer uma partida de badminton em Jogos Olímpicos. 
Em 2024, o fluminense Ygor Coelho e a piauiense Juliana Vieira foram os dois únicos atletas de badmínton selecionados para representar o Brasil nos Jogos Olímpicos de Paris realizados nesse ano, quando participaram na categoria simples da modalidade.